# Dijodmethan
Dijodmethan nebo methylenjodid, běžně označovaný zkratkou MI, je organojodid. Jedná se o bezbarvou kapalinu, která však působením světla rozkládá a uvolňuje jod, který zbarvuje vzorky do hněda. Je málo rozpustný ve vodě, ale rozpustný v organických rozpouštědlech. Má poměrně vysoký index lomu 1,741 a povrchové napětí 0,0508 N/m.

## Využití
Pro svou vysokou hustotu se používá při stanovení hustoty minerálních a jiných pevných vzorků. Lze jej také použít jako optickou kontaktní kapalinu ve spojení s gemmologickým refraktometrem pro stanovení indexu lomu některých drahých kamenů.
Dijodmethan je využíván jako činidlo. V Simmonsově-Smithově reakci je zdrojem methylenu.
Syntéza Fe2(CH2)(CO) ilustruje tuto reaktivitu:
Na2Fe2(CO)8 + CH2I2 → Fe2(CH2)(CO)8 + 2 NaI

## Příprava
Dijodmethan lze připravit z běžně dostupného rozpouštědla dichlormethanu působením jodidu sodného v acetonu Finkelsteinovou reakcí:
CH2Cl2 + 2 NaI → CH2I2 + 2 NaCl
Lze jej také připravit redukcí jodoformu elementárním fosforem nebo arsenitanem sodným:
CHI3 + Na3AsO3 + NaOH → CH2I2 + NaI + Na3AsO4

## Bezpečnost
Alkyljodidy jsou alkylační činidla, která jsou potenciálními mutageny.